# نايجل غيلبرت
نايجل غيلبرت (بالإنجليزية: Nigel Gilbert)‏ هو عالم اجتماع بريطاني، ولد في 21 مارس 1950.